# 환치기
환치기(換 - , 영어: foreign exchange fraud, offshore money transfer, hawala transaction)는 서로 다른 국가의 서로 다른 화폐 계좌 간에 송금하는 방식이다. 환치기에서 중개인은 한 사람일 수도 있고 여러사람일 수도 있다. 유사개념으로 '명예 시스템'(honor system)에 의해 연결된 복수의 중개인이 개입된 무슬림권의 송금 방식을 하왈라라고 한다. 환전이 이뤄지는 송금을 하기 위한 하왈라는 환치기에 포함된다.

## 외국환 거래법 위반
현행 한국의 외국환거래법은 허가 없이 개인의 환치기를 금지하고 있다.